# Teška industrija
Teška industrija – bośniacki zespół muzyczny, grający muzykę rockową i pop-rockową, założony w 1974 roku.

## Historia zespołu
Zespół został założony w 1974 roku w Sarajewie, będącym wówczas stolicą SR Bośni i Hercegowiny. W pierwszy skład zespołu weszli: wokalista Fadil Toskić, klawiszowiec Gabor Lenđel, basista Ivica Propadalo, perkusista Senad Begović i gitarzysta Vedad Hadžiabdić. W tym samym roku basistę zastąpił Sanin Karić. W 1975 roku wokalistę zastąpił Seid Memić Vajta i to z nim muzycy nagrali i wydali swój debiutancki album studyjny zatytułowany Ho-ruk. Niedługo po premierze funkcję wokalisty przejął Goran Kovačević, z którym zespół wydał pod koniec listopada 1976 roku płytę pt. Teška industrija. Po premierze płyty funkcję basisty przejął Aleksandar Kostić, zaś klawiszowcem został Darko Arkus. Drugim perkusistą formacji został Munib Zoranić. W 1978 roku premierę miał trzeci krążek studyjny grupy zatytułowany Zasviraj i za pojas zadjeni. W tym samym roku zespół ogłosił zawieszenie działalności.
W marcu 1981 roku ukazał się album kompilacyjny zatytułowany Seid Memić Vajta i Teška industrija, na którym znalazły się najpopularniejsze piosenki nagrane z drugim wokalistą zespołu, w którym m.in. single „Kadija”/„Šta je rekla Ana”, „Karavan”/„U.F.O.” i „Kolika je Jahorina planina”/„Kovači sreće”. W 1984 roku gitarzysta Vedad Hadžiabdić i perkusista Munib Zoranić zdecydowali się na reaktywację zespołu, a do jego składu zaprosili: wokalistę Narcisa Lalicia, basistę Seada Trnkę i Zorana Krgę. Na przełomie lipca i sierpnia nagrali materiał na płytę zatytułowaną Ponovo sa vama, która ukazała się kilka tygodni później. Niedługo po premierze zespół znowu zawiesił działalność.

## Dyskografia

### Albumy studyjne
- Ho-ruk (1976)
- Teška industrija (1976)
- Zasviraj i za pojas zadjeni (1978)
- Kantina (2007)
- Nazovi album pravim imenom (2010)
- Bili smo raja (2011)